# La Vainilla, Acapetahua
La Vainilla är en ort i Mexiko.   Den ligger i kommunen Acapetahua och delstaten Chiapas, i den sydöstra delen av landet, 800 km sydost om huvudstaden Mexico City. La Vainilla ligger 15 meter över havet och antalet invånare är 240.
Terrängen runt La Vainilla är mycket platt. Runt La Vainilla är det ganska tätbefolkat, med 56 invånare per kvadratkilometer. Närmaste större samhälle är Escuintla, 13,4 km öster om La Vainilla. Omgivningarna runt La Vainilla är en mosaik av jordbruksmark och naturlig växtlighet.